# 상평형 그림

일반적인 상평형그림의 모습으로, 붉은 선은 승화 곡선, 파란 선은 증기 압력 곡선, 녹색 실선은 일반적인 형태의 융해 곡선을 나타낸다. 녹색 점선은 물의 융해 곡선이다.

상평형 그림이란 특정 온도와 기압 등의 세기변수 하에서 물질의 상 사이의 평형상태를 나타낸 도표로 특정한 상태에서 물질이 어떤 상을 가지게 되는지를 나타낸다. 주로 증기 압력 곡선, 승화 곡선, 융해 곡선의 세 곡선으로 이루어져있으며 그 물질의 삼중점과 임계점이 나타나있다. 상평형 그림의 세로축은 포화 증기압 또는 동적 평형 상태에서의 증기압을, 가로축은 온도를 나타내게 된다.
보통 상평형 그림은 평면상에 여러 개의 곡선을 사용하여 나타나지지만, 여러 물질이 혼합된 계에서는 독립적으로 변하는 상태량이 많아서 입체적으로 나타내기도 한다.

## 개요
열린 계에서는 물이 계속 증발하여 물이 다 없어질 때까지 변화가 계속되지만, 닫힌 계에서는 얼마 후 증발을 멈추고, 일정 온도 아래에서는 그 이상 상태의 변화가 일어나지 않는다. 이때, 물과 수증기의 계는 평형 상태에 있다고 하고. 이와 같이 평형 상태에 있는 증기를 포화 증기, 그 압력을 포화 증기압이라고 한다. 여기서 온도를 높이면 물은 수증기로 변하고 수증기의 양이 증가하여 그 압력이 증가한다. 반대로 온도를 내리면 수증기는 물로 변하고, 수증기의 양이 감소하여 그 압력도 감소한다. 또, 얼음이 승화하여 수증기로 되거나 수증기가 승화하여 얼음이 될 때도 얼음과 수증기 사이에는 위와 같은 관계가 성립된다. 또한, 얼음과 물은 0 °C에서 함께 존재할 수 있는데, 그 이하의 온도에서도 압력을 가하면 얼음이 약간 녹아서 액체인 물이 된다는 사실도 알려져 있다. 즉, 얼음과 물이 함께 존재하는 온도도 압력에 따라 달라진다. 따라서, 물의 응고점(어는점)인 0 °C나 끓는점인 100 °C는 모두 1기압에서의 온도이고, 압력이 증가하면 응고점은 내려가고 끓는점은 올라간다. 이와 같은 상태의 변화와 온도나 압력과의 관계를 알아보기 위해 세로축에 압력, 가로축에 온도를 나타내는 그래프를 그리면 그림과 같이 된다. 이 그래프를 상평형 그림이라고 한다. 그림에서 AT는 얼음과 수증기가 함께 존재할 수 있는 압력과 온도를 나타내고 BT는 물과 얼음이 함께 존재할 수 있는 압력과 온도를 나타낸다. 또 CT는 물과 수증기가 함께 존재할 수 있는 온도를 나타낸다. T점의 압력과 온도에서는 얼음과 물과 수증기가 동시에 안정하게 존재할 수 있으므로 이것을 '삼중점'이라고 한다. 삼중점의 압력은 수증기압으로 4.58mmHg(높이 4.58mm의 수은주가 나타내는 압력) 온도는 0.0075 °C이다. 이 그래프는 얼음·물·수증기 사이의 평형을 나타내고 있으므로 공기는 고려하지 않은 것이다. 보통 물의 응고점은 760mmHg의 대기압 아래에서 0 °C이므로, 삼중점의 값과는 좀 다르다. 또, 물을 서서히 냉각시키면 삼중점 이하로 내려가도 얼음이 되지 않고 액체 상태를 얼마 동안 유지한다. 이것을 과냉각 상태라고 하는데, 이 상태는 안정된 상태가 아니며, 휘젓거나 작은 얼음덩어리를 넣으면 금방 전체가 얼고 만다. 물뿐만 아니라 3가지 상태를 분명히 나타내는 물질에 대해서는 이러한 상평형 그림을 각각 그릴 수가 있다.

## 증기 압력 곡선
증기 압력 곡선이란 일정 온도에서 액체의 증기압을 나타낸 곡선으로, 동적 평형 상태에서의 증기압과 외부 압력(대기압)이 같을 때 액체가 끓기 때문에 특정 압력에서의 물체의 끓는점을 나타내기도 한다. 증기 압력 곡선 위의 어느 한 점에 해당하는 온도, 기압 하에서 그 물질은 액체와 기체가 공존하게 된다. 증기 압력 곡선에는 상한이 있으며, 이 점을 임계점이라 한다.

### 융해 곡선
융해 곡선은 특정 기압에서 물체의 녹는점을 표시한 그래프이다. 융해 곡선 위의 어느 한 점에서 물질의 상은 고체와 액체가 공존하게 된다. 증기 압력 곡선에서는 상한점이 발견되었지만, 융해곡선에도 상한이 있는가는 아직 밝혀지지 않았다.
일반적으로 압력이 높아질수록 녹는점은 높아지게 된다. 즉, 융해 곡선은 양의 기울기를 가진 곡선이다. 하지만 예외적으로 물의 융해 곡선은 음의 기울기를 가진다.

### 승화 곡선
승화 곡선은 일정 온도에서 고체의 증기압을 나타낸 곡선으로, 삼중점 이하에서만 존재한다. 액체의 증기 압력 곡선과 마찬가지로 고체의 증기압과 외부 압력이 같은 온도가 고체의 승화점이기 때문에 특정 기압에서의 승화점을 나타내기도 한다.

## 상평형 그림에서의 구획
융해곡선과 승화곡선의 사이에서 물질은 고체로 존재하게 되며, 융해곡선과 증기 압력 곡선사이에서 물체는 액체로 존재하게 된다. 마찬가지로 승화곡선과 증기 압력 곡선의 사이에서 물체는 기체의 상을 가지게 된다. 각 곡선은 구획 간의 점이 지대로써 두 상이 공존하게 된다.

## 상평형 그림에서의 특이점

### 삼중점
삼중점이란 증기 압력 곡선, 융해 곡선, 승화 곡선이 만나는 지점으로, 삼중점에서 물질은 고체, 액체, 기체의 상을 모두 가지게 된다. 승화곡선은 삼중점 이하에 존재하므로, 삼중점보다 낮은 압력에서 물질은 과냉각 상태일 때를 제외하고 액체의 상을 가질 수 없다.

### 임계점
임계점이란 증기 압력 곡선의 상한점을 나타낸다. 임계점 이상에서 증기 압력 곡선은 더 이상 그려질 수 없으며, 물질은 액체인지 기체인지 구별이 모호한 상태가 되게 된다. 임계점 이상에서의 물질, 즉 초임계유체는 기체의 확산성과 액체의 용해성을 가지는 유체이며, 중금속을 녹이기도 한다.

## 다성분계의 상평형 그림

KAlSiO4와 SiO2의 무게백분율과 온도에 따른 상평형도

다성분계의 상평형 그림의 경우, 여러 물질이 서로에게 영향을 미치면서 상을 이루므로 복잡하다.
마그마가 고상이 될 때의 상을 알기 위한 광물들의 상평형도 등이 여기에 해당한다.

### 다성분계의 상평형 그림의 곡선

#### 고상선과 액상선
고상선은 다성분계의 일부가 액체상태인 상과 모두 고체상태인 상의 경계를 나타낸 곡선이고, 액상선은 다성분계의 일부가 고체 상태인 상과 모두 액체상태인 상의 경계를 나타낸 곡선이다. 이러한 경계에서는 일부 물질에 대해서 고체와 액체가 공존하게 된다.

### 다성분계의 상평형 그림의 특이점

#### 공융점
공융점이란 고상선과 액상선의 교점으로, 모든 성분에 대해 고체와 액체가 공존하는 점이다.
공융점을 지나가면 모든 성분의 상이 동시에 바뀌게 된다.

#### 반응점
반응점이란 계의 성분들이 반응을 할 때 반응 전과 후의 물질들이 공존하는 상태 또는 그러한 점을 의미한다.

### 광물들의 상평형 그림
주로 온도(압력)과 무게백분율의 두가지 세기변수를 사용하며, 반응이 일어나지 않으면 고상선 아래에서의 완전한 고체와 액상선 위에서의 액체(마그마) 상태, 그리고 그 중간 상태로 나뉜다.

#### 읽는 방법
지레규칙을 이용한다.
특정 위치에서 두 물질의 비율은 그 점에서 무게백분율축 방향으로 선을 그어 양쪽 경계선과의 거리를 L1, L2라 할 때 L2:L1이 된다.

#### 이용
마그마가 식으면서 어떤 조성 변화를 보이는지 연구하는 데 사용되며, 보엔의 반응계열 등을 설명하는 데도 사용된다.

## 같이 보기
- 상 (물질)